# Fortunée Delespaul
 (janvier 2021).
Pour les articles homonymes, voir Delespaul.
Fortunée Delespaul, née à Toulouse le 24 mai 1896 et morte à Marseille le 27 juin 1980, est une religieuse française dont l'activité principale est l'enseignement pour les jeunes filles. Elle a été provinciale des Salésiennes.

## Biographie
Née à Toulouse, sa famille est issue de la bonne bourgeoisie lilloise. Elle fait sa profession à Marseille chez les Filles de Marie-Auxiliatrice le 5 août 1922.
Elle commence sa carrière comme enseignante à Marseille-Sévigné. Elle devient ensuite supérieure de l'établissement. Elle se rend ensuite à Turin pour assister la mère Linda Lucotti, au moment où la congrégation salésienne connaît un profond développement. 
En 1940, Delespaul revient en France et devient la provinciale de l'unique province française, dont le siège est à Marseille. Lorsqu'en 1947, deux provinces sont érigées, celles de Marseille et de Lyon, Delespaul est nommée à la tête de celle de Lyon. 
Dans le cadre de son activité, elle s'intéresse particulièrement à l'école de fille de la Montée Saint-Laurent. Elle prend la tête de l'établissement en 1953 et le développe. Sous sa direction, de nouveaux bâtiments sont érigés et elle crée aux côtés de l'enseignement ménager, un enseignement technique. La renommée de l'établissement s'étend et le nombre d'élèves passe d'une centaine à plus de quatre cents. Toutefois, sa dureté dans son administration provoque de fréquentes manifestations d'hostilité dans sa congrégation. 
Entre 1961 et 1965, elle est la supérieure de l'école salésienne de Lille, avant de revenir à Lyon. Elle accède à cette époque au Conseil supérieure technique de France, dont elle est la seule femme.
À partir de 1967, elle termine sa carrière en allant de maison en maison. 